# آنتونی هارتیگان
آنتونی هارتیگان (انگلیسی: Anthony Hartigan؛ زادهٔ ۲۷ ژانویهٔ ۲۰۰۰) بازیکن فوتبال است.
از باشگاه‌هایی که در آن بازی کرده‌است می‌توان به باشگاه فوتبال ای‌اف‌سی ویمبلدون اشاره کرد.